# Alex Mir
Alexandre Miranda Silva (São Bernardo do Campo, 6 de setembro de 1975), mais conhecido como Alex Mir, é um escritor, roteirista e quadrinista brasileiro. Criador e editor das revistas em quadrinhos Tempestade Cerebral e Defensores da Pátria, e da personagem Valkíria. Mir ganhou o Troféu HQ Mix de 2010 na categoria Roteirista revelação. e em 2018 e 2019 na categoria Publicação Independente de Grupo por Orixás - em Guerra e Orixás Renascimento, ambas da série Orixás. 

## História
Em 1994, ingressou na Empresa Brasileira de Correios e Telégrafos como carteiro, atualmente trabalha na gerência de atividades externas em Santo André.
Formado por dois cursos de roteiro na Quanta Academia de Artes e um pelo SENAC, iniciou sua carreira como quadrinista independente com Defensores da Pátria (arte de Diógenes Neves) em 2007, ano em que lançou também a revista Tempestade Cerebral, que durou 5 edições.
Com o ilustrador Alex Genaro, lançou a série Valkíria, sobre uma garota das selvas em um futuro pós-apocalíptico com criaturas pré-históricas,  publicada pela primeira vez na revista Tempestade Cerebral nº 2, em março de 2008, com distribuição do coletivo Quarto Mundo. A personagem havia sido elaborada em 1997, após a encomenda do editor Paulo Hamasaki, mas ficou engavetada, Mir tentou a parceria com outros ilustradores, mas não ficou do seu agrado, em 2007, ele então resolveu retomar a personagem com Alex Genaro, que fez modificações no visual da personagem.
Ganhou três ProAcs: o primeiro em 2008, que lhe permitiu a publicação do álbum O Mistério da Mula sem Cabeça, aventura do detetive Cesil Pereira, em parceria com o desenhista Laudo Ferreira Jr. e com o arte-finalista e colorista Omar Viñole. Em 2010, também com orçamento do ProAc, publicou sua obra mais conhecida e elogiada, Orixás - do Orum ao Ayê, que rendeu três indicações ao Troféu HQ Mix, inclusive Roteirista e Melhor álbum. Em 2013 ganhou mais um ProAc por Segundo Tempo, HQ que narra as desventuras de um time do futebol paulista para se manter na primeira divisão do campeonato regional. A arte é de Marcelo Costa. Ganhou o Prêmio Angelo Agostini de melhor roteirista por essa HQ.
Em 2009, publicou uma HQ sobre orixás na décima quinta edição da revista de mesmo nome da Editora Minuano, com desenhos de Caio Majado e arte-final e cores de Omar Viñole. ainda em 2009, conseguiu o financiamento através do ProaC do álbum Orixás - do Orum ao Ayê.
Desde 2011 trabalha como organizador de coletâneas de contos de fantasia e terror para a Editora Andross.
Em, Valkíria foi publicada pela Editora Draco na antologia Imaginários em Quadrinhos nº1,  em 2014, estreou no site de quadrinhos online Petisco, em 2015, a Draco publica o álbum Valkiria – Fonte da Juventude, que lhe rendeu dois troféus do Prêmio Angelo Agostini de melhor roteirista e melhor publicação.
No mesmo ano, publica o segundo álbum da série Orixás: O Dia do Silêncio Em 2016 publica o álbum independente Valkíria – Olhos de Cristal.
Em 2017, publica o álbum Orixás – Em Guerra, que lhe rendeu mais um Prêmio Angelo Agostini na categoria roteirista  e lança o projeto de financiamento coletivo Orixás - Ebó no site Catarse, ilustrada por Al Stefano e Alex Genaro com cores de Omar Viñole, em 2018, lançou o projeto do álbum Orixás - Renascimento, com histórias escritas por Alex Mir, com desenhos de Laudo Ferreira e Germana Viana com as cores de Omar Viñole. No mesmo ano, participou da antologia Frankenstein 200, outro projeto no Catarse com uma releitura de Frankenstein de Mary Shelley, que em 2018 completa 200 anos.
Em junho de 2019, lança uma campanha no Catarse para o terceiro álbum de Valkíria, Valkíria - Guerra Fria, com a história-título roteirizada por Jorge Gonçalves e ilustrada por Alex Genaro publicada anteriormente no site Petisco e A Deusa da Caverna, história inédita escrita por João Carpalhau (falecido em 2018)  com desenhos de Alex Genaro, contudo, a campanha não foi bem sucedida. Em fevereiro de 2020, uma nova campanha do mesmo material é lançada e financiada. Em maio de 2021, lança a campanha de Valkíria - A Fonte da Juventude e Outras Histórias foi financiada via Catarse, contendo as histórias A Fonte da Juventude, Café da manhã com os mortos (ilustrada pela dupla Laudo Ferreira e Omar Viñole e duas histórias inéditas Poesia Inacabada, escrita por Danilo Dias e ilustrada por Alex Genaro e Musa, escrita por Hamilton Kabuna e Thais Linhares, com desenhos de Thais Linhares e May Santos, o êxito da campanha permitiu que também fosse publicada uma adaptação da série para RPG de mesa pelo Lampião Game Studio. Também em 2021, o site Petisco é descontinuado e a série recebe indicações ao 33º Troféu HQ Mix nas seguinte categorias:Web tiras (Valkíria no espaço) Publicação Independente Seriada (Valkíria:Guerra Fria) e Publicação Juvenil (Valkíria:Guerra Fria) e arte-finalista Nacional (Alex Genaro - Valkíria:Guerra Fria).

## HQs publicadas
| 2007 | Defensores da Pátria #1                  | Roteiro: Alex Mir arte: Diógenes Neves              | Independente |                                                                          |                                 |
| 2010 | O Mistério da Mula sem Cabeça            | Roteiro: Alex Mir                                   | Desenhos: Laudo Ferreira Jr. | arte-final e cores: Omar Viñole                                          | Via Lettera                     |
| 2011 | Orixás - do Orum ao Ayê                  | Roteiro: Alex Mir                                   | Desenhos: Caio Majado | arte-final e cores: Omar Viñole                                          | Editora Nobel - Selo Marco Zero |
| 2013 | Quatro Estações                          | Roteiro: Alex Mir (Sincelo)                         | Desenhos: Décio Ramirez (Sincelo)                                                                                               | Independente                                                             |                                 |
| 2013 | A mão e a luva em Quadrinhos             | Roteiro: Alex Mir                                   | arte: Alex Genaro | Editora Peirópolis                                                       |                                 |
| 2014 | Muiraquitã e a fúria do Anhangá          | Roteiro: Alex Mir                                   | arte: Rebeca Acco | Editora Estronho                                                         |                                 |
| 2015 | Arquivos dos Casos de Demetrius Dante #1 | Roteiro: Alex Mir (Os 13 fantasmas)                 | arte: Will (Os 13 fantasmas) | Independente                                                             |                                 |
| 2015 | Orixás - o dia do Silêncio               | Roteiro: Alex Mir                                   | Desenhos: Caio Majado | arte-final e cores: Omar Viñole                                          | Independente                    |
| 2015 | Valkíria - A fonte da juventude          | Roteiro: Alex Mir                                   | Desenhos: Alex Genaro e Laudo Ferreira Jr.                                                                                      | arte-final: Alex Genaro e Omar Viñole                                    | Editora Draco                   |
| 2016 | Folklóricas #1 - Y-iara caapora irumo    | Roteiro: Alex Mir                                   | arte: Alex Genaro | Independente                                                             |                                 |
| 2016 | Segundo tempo - Vol. 1                   | Roteiro: Alex Mir                                   | arte: Marcelo Costa | Editora Draco                                                            |                                 |
| 2016 | Valkíria - Olhos de Cristal              | Roteiro: Alex Mir e Marcello Fontana                | arte: Alex Genaro Cores: Alex Genaro e Edu Cortez                                                                               | Independente                                                             |                                 |
| 2017 | Orixás - em Guerra                       | Roteiro: Alex Mir                                   | Desenhos: Al Stefano e Alex Genaro                                                                                              | arte-final e cores: Al Stefano e Omar Viñole Capa: Caio Majado           | Independente                    |
| 2017 | Folklóricas #2 - Capelobo                | Roteiro: Alex Mir                                   | arte: Rafael Oliveira | Independente                                                             |                                 |
| 2018 | Orixás - Renascimento                    | Roteiro: Alex Mir                                   | Desenhos: Laudo Ferreira Jr. e Germana Viana                                                                                    | arte-final e cores: Germana Viana e Omar Viñole Capa: Laudo Ferreira Jr. | Independente                    |
| 2018 | Inventices                               | Roteiro: Alex Mir, Eliane Bonadio e Nicolly Bonadio | arte: Ricardo J. Souza | Independente                                                             |                                 |
| 2019 | Dom Casmurro em Quadrinhos               | Roteiro: Alex Mir                                   | arte: Caio Majado | Editora Ciranda Cultural - Selo Principis                                |                                 |
| 2019 | Orixás - Ikú                             | Roteiro: Alex Mir                                   | Desenhos: Alex Rodrigues, Caio Majado, Jefferson Costa, Marcel Bartholo e Will Cores: Al Stefano e Omar Viñole Capa: Al Stefano | Independente                                                             |                                 |
| 2020 | Valkíria - Contatos Imediatos            | Roteiro: Alex Mir                                   | arte: Alex Genaro Cores: Edu Cortez                                                                                             | Independente                                                             |                                 |
| 2020 | Valkíria - Guerra Fria                   | Roteiro: Jorge de Barros e João Carpalhau           | arte e cores: Alex Genaro Letras e edição: Alex Mir                                                                             | Independente                                                             |                                 |
| 2020 | Santo #1                                 | Roteiro: Alex Mir                                   | arte: Dilacerda | Cores: Mateus Manhanini                                                  | Guará                           |
| 2020 | Orixás - os Nove Eguns                   | Roteiro: Alex Mir                                   | Desenhos: Alex Rodrigues e Laudo Ferreira Cores: Al Stefano e Omar Viñole Capa: Alex Rodrigues                                  | Independente                                                             |                                 |
| 2023 | Ebó 2.222                                | Roteiro: Alex Mir                                   | Desenhos: Daiandreson Victor | Selo NegroGeek/Ultimato do Bacon                                         |                                 |

## Participação em coletâneas de HQs
| 2007 | Editor                                                         | Tempestade Cerebral #1                                                 | Edição: Alex Mir                                                     | Independente                                                  |                                                            |                |
| 2008 | O garoto invisível                                             | Prática de Escrita - Histórias em quadrinhos                           | Roteiro: Alex Mir                                                    | arte: Márcio Luiz                                             | Terracota Editora                                          |                |
| 2008 | Força-Mística Valkíria - a fonte da juventude p\|arte I        | Tempestade Cerebral #2                                                 | Roteiro: Alex Mir                                                    | Desenhos: Márcio Luiz (Força-Mística), Alex Genaro (Valkíria) | arte-final: Simião (Força-Mística), Alex Genaro (Valkíria) | Independente   |
| 2008 | Força-Mística Valkíria - a fonte da juventude p\|arte II       | Tempestade Cerebral #3                                                 | Roteiro: Alex Mir                                                    | Desenhos: Márcio Luiz (Força-Mística), Alex Genaro (Valkíria) | arte-final: Simião, Alex Genaro, Luke Oliver               | Independente   |
| 2008 | Força-Mística Valkíria - a fonte da juventude p\|arte III      | Tempestade Cerebral #4                                                 | Roteiro: Alex Mir                                                    | Desenhos: Márcio Luiz, Alex Genaro, Luke Oliver               | arte-final: Simião, Alex Genaro, Luke Oliver               | Independente   |
| 2009 | Max Power Valkíria - a fonte da juventude p\|arte IV           | Tempestade Cerebral #5                                                 | Roteiro: Alex Mir                                                    | Desenhos: Alex Genaro, Luke Oliver                            | arte-final: Simião, Alex Genaro                            | Independente   |
| 2009 | O garoto invisível                                             | Subversos #4                                                           | Roteiro: Alex Mir                                                    | arte: Márcio Luiz                                             | Independente                                               |                |
| 2011 | Café da manhã com os mortos (Valkíria)                         | Lorde Kramus #4                                                        | Argumento: Alex Genaro Roteiro: Alex Mir Desenho: Laudo Ferreira Jr. | arte-final: Omar Viñole                                       | Universo Editora                                           |                |
| 2011 | Cecília                                                        | Quadrinhos em História                                                 | Roteiro: Alex Mir                                                    | arte: Emmanuel Thomaz                                         | Multifoco                                                  |                |
| 2012 | O homem que veio do céu (Valkíria)                             | Lorde Kramus #5                                                        | Argumento: Alex Mir e Alex Genaro Roteiro e \|arte: Alex Genaro      | Universo Editora                                              |                                                            |                |
| 2013 | O homem que veio do céu (Valkíria) A mulher dourada (Valkíria) | Imaginários em Quadrinhos # 1                                          | Argumento: Alex Mir e Alex Genaro Roteiro e \|arte: Alex Genaro      | Editora Draco                                                 |                                                            |                |
| 2013 | João e a Spirit                                                | Clássicos Revisitados #1: Máfia                                        | Roteiro: Alex Mir                                                    | arte: Alex Genaro                                             | Editora Quadrinhópole                                      |                |
| 2014 | Capelobo                                                       | Clássicos Revisitados #2: Monstros Noir                                | Roteiro: Alex Mir                                                    | arte: Rafael Oliveira                                         | Editora Quadrinhópole                                      |                |
| 2015 | Cangaço                                                        | 321, Fast Comics Vol. II                                               | Roteiro: Alex Mir                                                    | arte: Bira Dantas                                             | Editora Tambor                                             |                |
| 2016 | Cruzada Espacial                                               | Clássicos Revisitados #4: História & Sci-fi                            | Roteiro: Alex Mir                                                    | arte: Rafael Oliveira                                         | Editora Quadrinhópole                                      |                |
| 2016 | Fronteira                                                      | Pátria Armada: Visões de Guerra                                        | Roteiro: Alex Mir                                                    | arte: Alex Genaro                                             | Editora IHQ                                                |                |
| 2016 | Viagem ao mundo dos mortos                                     | Contos do Absurdo #1                                                   | Roteiro: Alex Mir e Alexandre Winck                                  | arte: Ton Albuquerque                                         | Discovery Publicações                                      |                |
| 2017 | O presente de Camila                                           | Fome dos Mortos                                                        | Roteiro: Alex Mir                                                    | arte: Rafael Louzada                                          | Editora Draco                                              |                |
| 2018 | Texto sobre a obra Escalpo                                     | Vertigo - Além do Limiar                                               | Texto: Alex Mir                                                      | arte: Alex Genaro                                             | Independente                                               |                |
| 2018 | Retalhos                                                       | Frankenstein 200                                                       | Roteiro: Alex Mir                                                    | arte: Décio Ramirez                                           | Editora Clepsidra                                          |                |
| 2020 | Em alto mar                                                    | Pândega                                                                | Roteiro: Alex Mir                                                    | arte: Ronin                                                   | Skript Editora                                             |                |
| 2020 | Estereótipos                                                   | As Inconcebíveis Aventuras Do Super-incel E Os Cabulosos Nerds Tóxicos | Roteiro: Alex Mir                                                    | arte: Décio Ramirez                                           | Skript Editora                                             |                |
| 2020 | Possessão                                                      | Dossiê Bizarro                                                         | Roteiro: Alex Mir                                                    | arte: Julio Shimamoto                                         | Skript Editora                                             |                |
| 2020 | Como invocar um Gnomo Negro                                    | Al Azif: O Necronomicon                                                | Roteiro: Alex Mir                                                    | arte: Renata Aguiar                                           | Skript Editora                                             |                |
| 2021 | Santo #1: Assombração                                          | Almanaque Guará #1                                                     | Roteiro: Alex Mir                                                    | arte: Dilacerda                                               | Cores: Mateus Manhanini                                    | Universo Guará |

## Contos publicados
| Ano  | Conto                      | Livro                                                             | Editora           |
| ---- | -------------------------- | ----------------------------------------------------------------- | ----------------- |
| 2009 | O presente de Camila       | Marcas na parede                                                  | Editora Andross   |
| 2009 | O quarto da porta de aço   | Metamorfose, a fúria dos lobisomens                               | Editora All Print |
| 2010 | Nativos                    | Draculea, O Retorno dos Vampiros, Volume II                       | Editora All Print |
| 2010 | O vampiro paulista         | O Grimoire dos Vampiros                                           | Editora Literata  |
| 2010 | Cobaia                     | UFO - Contos Nao Identificados                                    | Editora Literata  |
| 2010 | O ebó;                     | Tratado Secreto de Magia - Contos de magia, feitiçaria e bruxaria | Editora Andross   |
| 2010 | Viagem ao mundo dos mortos | Moedas para o Barqueiro - Contos Fantásticos sobre a Morte        | Editora Andross   |
| 2010 | Quarentena                 | Zumbis, quem disse que eles estão mortos?                         | Editora All Print |
| 2010 | A fadinha e a canção       | Histórias Liliputianas                                            | Editora Andross   |
| 2011 | Fenrir                     | Asgard: A Saga dos Nove Reinos                                    | Jambô Editora     |
| 2012 | O cálice                   | Dias Contados III - Contos sobre o fim do mundo                   | Editora Andross   |
| 2013 | Polícia kármica            | Quimera - Contos fantásticos                                      | Editora Andross   |
| 2013 | Sara                       | Sonhos Lúcidos - Contos fantásticos                               | Editora Andross   |
| 2014 | Chip                       | Utopia - Contos fantásticos                                       | Editora Andross   |
| 2015 | Tukuxy Sasy Irumo          | Imaginarium - Contos fantásticos                                  | Editora Andross   |
| 2016 | Megatatuzão                | Etéreo - Contos fantásticos                                       | Editora Andross   |
| 2017 | Em mar aberto              | Extremo - Contos sobre o fim do mundo                             | Editora Andross   |
| 2017 | Spirit                     | Steamfiction - Contos de temática steampunk                       | Editora Andross   |
| 2018 | Portão do Inferno          | Expresso 666 - Contos sobrenaturais de suspense e de terror       | Editora Andross   |
| 2019 | Fenrir                     | Epifanias                                                         | Editora Andross   |

## Livros publicados
| Ano  | Livro                                  | Editora       |
| ---- | -------------------------------------- | ------------- |
| 2016 | Seres das Trevas - Histórias de terror | Editora Draco |

## Prêmios
| Ano  | Prêmio                                                                    | Categoria | Resultado |
| ---- | ------------------------------------------------------------------------- | --- | --- |
| 2008 | arte                                                                      | arte no ano de 2007 | Ganhou nas categorias: – Melhor Roteirista – Melhor Personagem ou Série (Cindy de Um Dia Quente em Cancun – Prism\|arte 44) – Melhor História (Um Dia Quente em Cancun – Prism\|arte 44) |
| 2008 | 20º Troféu HQ Mix                                                         | – Publicação independente de autor (Defensores da Pátria #1) | – Indicado |
| 2009 | 21º Troféu HQ Mix                                                         | – Roteirista revelação – Publicação independente de autor (Tempestade Cerebral) | – Indicado |
| 2010 | 22º Troféu HQ Mix                                                         | – Publicação independente de grupo (Tempestade Cerebral) – Roteirista revelação | Ganhou na categoria: – Roteirista revelação |
| 2011 | 23º Troféu HQ Mix                                                         | – Roteirista nacional | – Indicado |
| 2014 | 26º Troféu HQ Mix                                                         | – Adaptação para os quadrinhos (A Mão e a Luva em Quadrinhos) | – Indicado |
| 2016 | 32º Prêmio Ângelo Agostini                                                | Voto popular nas obras publicadas em 2015 | Ganhou nas categorias: – Melhor Roteirista – Melhor Lançamento: Valkíria - A Fonte da Juventude                                                                                          |
| 2017 | 29º Troféu HQ Mix                                                         | – Publicação independente de autor (FOLKLÓRICAS 01 – Y-IARA CAAPORA IRUMO) – Web quadrinhos (VALKIRIA - Olhos de Cristal)                                                                   | – Indicado |
| 2017 | 33º Prêmio Ângelo Agostini                                                | Voto popular nas obras publicadas em 2016 | Ganhou na categoria: – Melhor Roteirista |
| 2018 | 30º Troféu HQ Mix                                                         | – Publicação independente de grupo (Orixás - Em Guerra) – Webcomic (Valkíria - Guerra Fria)                                                                                                 | Ganhou na categoria: – Publicação independente de grupo (Orixás - Em Guerra) |
| 2019 | 31º Troféu HQ Mix                                                         | - Publicação independente de grupo (Orixás - Renascimento) - Webcomic (Valkíria - Guerra Fria) - Publicação infantil (Inventices) - Projeto editorial (Frankenstein 200)                    | Ganhou na categoria – Publicação independente de grupo (Orixás - Renascimento) |
| 2020 | 47º Festival de la Bande Dessinée d'Angoulême                             | — Melhor HQ Alternativa (Orixás - Ikú) | – Indicado |
| 2020 | arte Sequencial, Animação e Literatura Fantástica                         | - História em quadrinhos independente nacional favorita publicada em 2019 (Orixás - Ikú) | – Indicado |
| 2020 | 32º Troféu HQ Mix                                                         | - Publicação independente de grupo (Orixás - Ikú) - Webcomic (Valkíria - Guerra Fria) | – Indicado |
| 2020 | Dia do Super-Herói Brasileiro 2020                                        | - Destaque do Ano (Valkíria - Guerra Fria) - Melhor lançamento do ano (votação popular) (Valkíria - Guerra Fria) - Melhor lançamento do ano (votação júri técnico) (Valkíria - Guerra Fria) | Ganhou nas categorias - Destaque do Ano (Valkíria - Guerra Fria) - Melhor lançamento do ano (votação júri técnico) (Valkíria - Guerra Fria)                                              |
| 2020 | 36º Prêmio Ângelo Agostini                                                | - Melhor Lançamento Independente 2019 (Orixás - Iku) - Melhor Webcomic (tiras ou quadrinhos) de 2019 (Valkiria – Guerra fria) - Melhor Roteirista de 2019                                   | Ganhou na categoria - Melhor Lançamento Independente 2019 (Orixás - Iku) |
| 2021 | IV Prêmio Le Blanc de \|arte Sequencial, Animação e Literatura Fantástica | - História em quadrinhos independente nacional favorita publicada em 2019 (Orixás - Os Nove Eguns)                                                                                          | Ganhou na categoria História em quadrinhos independente nacional favorita publicada em 2019 (Orixás - Os Nove Eguns)                                                                     |